# Osvětlení letadel

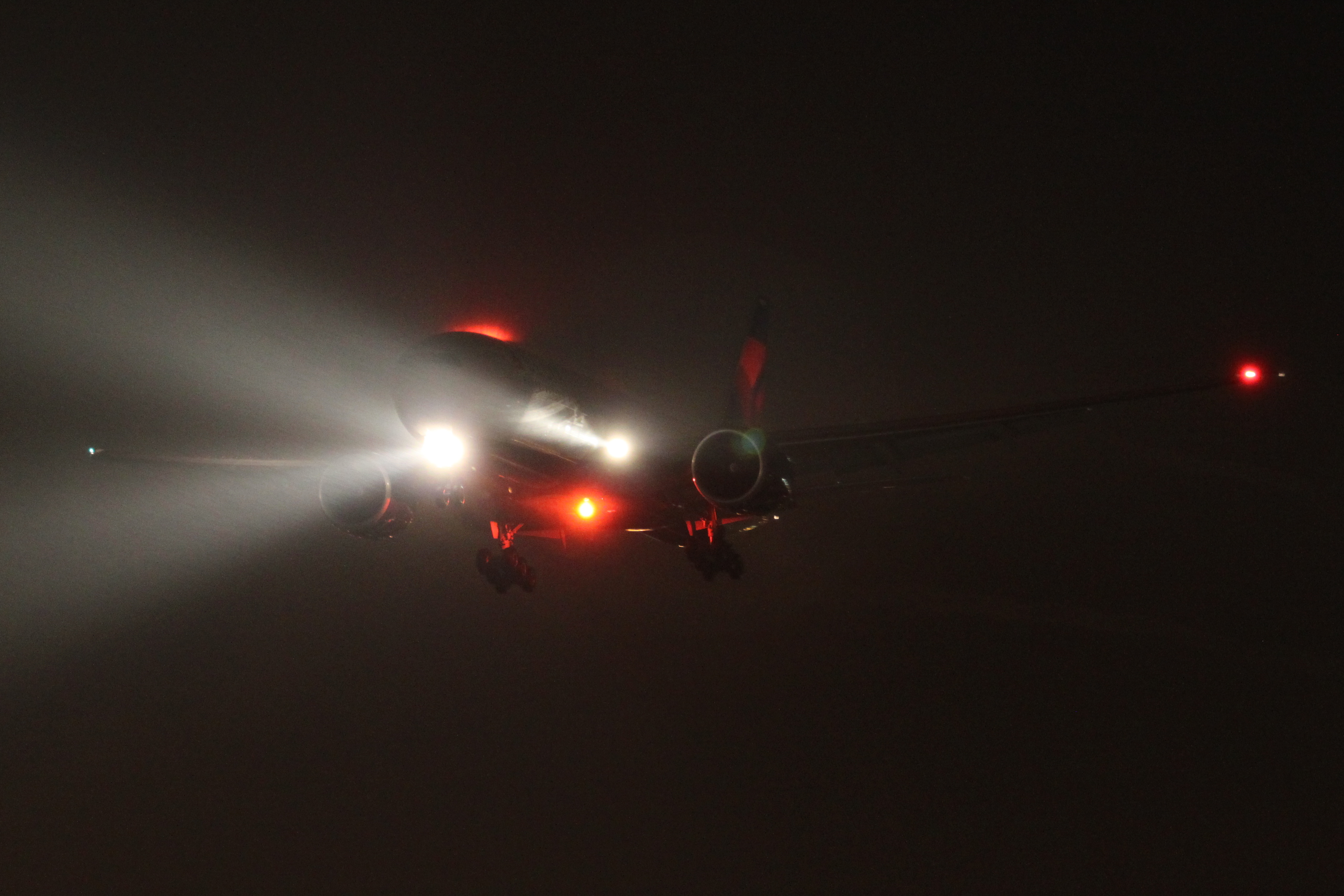
Boeing 777 v noci

Osvětlení patří mezi důležité součásti letadel. Můžeme ho rozdělit na vnější a vnitřní. Vnější osvětlení se většinou musí řídit předpisy.
V dnešní době se používají především světlomety s technologií LED díky jejich nízké hmotnosti a spotřebě energie, jejich životnost je násobně vyšší než u klasických žárovek.

## Vnější osvětlení
Vnější osvětlení je upraveno předpisem Part 91, ten může být následně upravován místními dodatky (pouze zpřísněním).

### Pojížděcí světlomety
Pojížděcí světlomety zajišťují osvětlení prostoru před letounem při pojíždění a jiných operacích na zemi. Svítí na krátkou vzdálenost v úhlu přibližně 40°. Umisťují se do přední části letounu, nejčastěji na přední podvozkovou nohu, aby při zatáčení svítila požadovaným směrem. Můžeme se setkat s případy kombinací pojížděcích a přistávacích světel, kdy se mění intenzita svícení dle požadovaného režimu. V dnešní době jsou nejrozšířenější reflektory LED.

### Přistávací světlomety

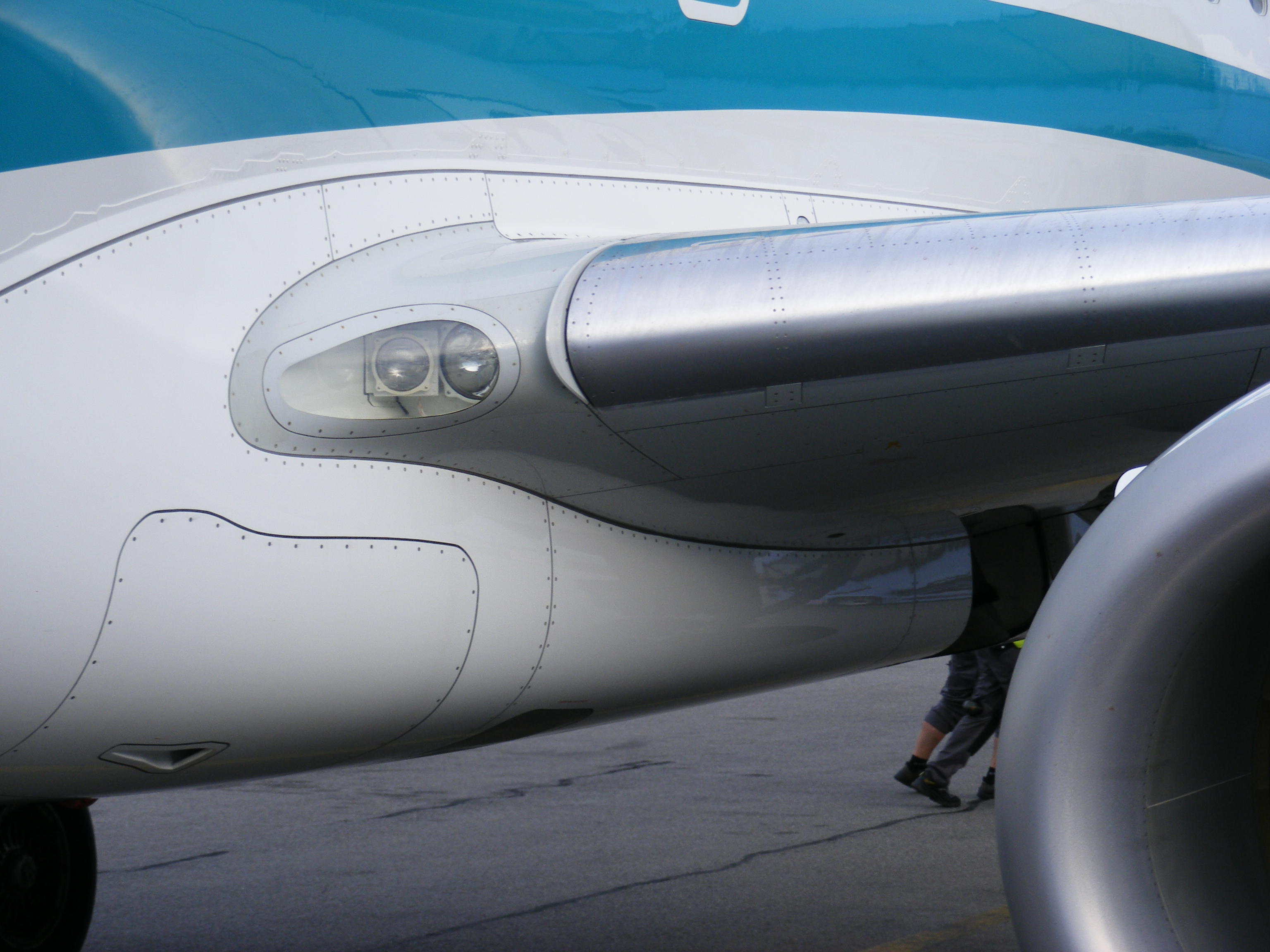
Přistávací světla letounu Embraer 195

Přistávací světlomety jsou největší a nejjasnější světla na letadlech, která jsou používána k osvětlení ranveje při vzletu či při přistání letadla. Obvykle jsou namontovány na křídlech, podvozku nebo pod trupem letadla.
Letadla certifikovaná pro lety v noci musí být vybaveny minimálně dvěma samostatně napájenými světlomety a lze je použít k nouzové komunikaci při vysazení ostatních komunikačních systémů. Do světlometů se používají 600 wattové zdroje. Moderní letadla jsou vybavena technologií LED.
Přistávací světlomety mají velmi úzký paprsek světla, směřující mírně dolů tak, tak aby piloti viděli vzletovou a přistávací dráhu před letadlem. Zapínají se přibližně 200 stop nad zemí. Po vzletu se zhasínají ve stejné výšce. Světlomety jsou extrémně jasné a proto je používání těchto světel na zemi mimo vzlet a přistání zakázáno. Piloti letadel mají zejména v noci povinnost při používání nebo testování těchto světel zachovat obezřetnost z důvodu vysoké intenzity paprsku světla a možného poškození očí pozemního personálu.

### Turn off světlomety
Turn off světlomety slouží k osvětlení výjezdů z ranveje, svítí do obou stran pod úhlem cca 50°. Podle typu letounu je můžeme nalézt z boku v přední části trupu nebo na přední podvozkové noze.

### Poziční světlomety

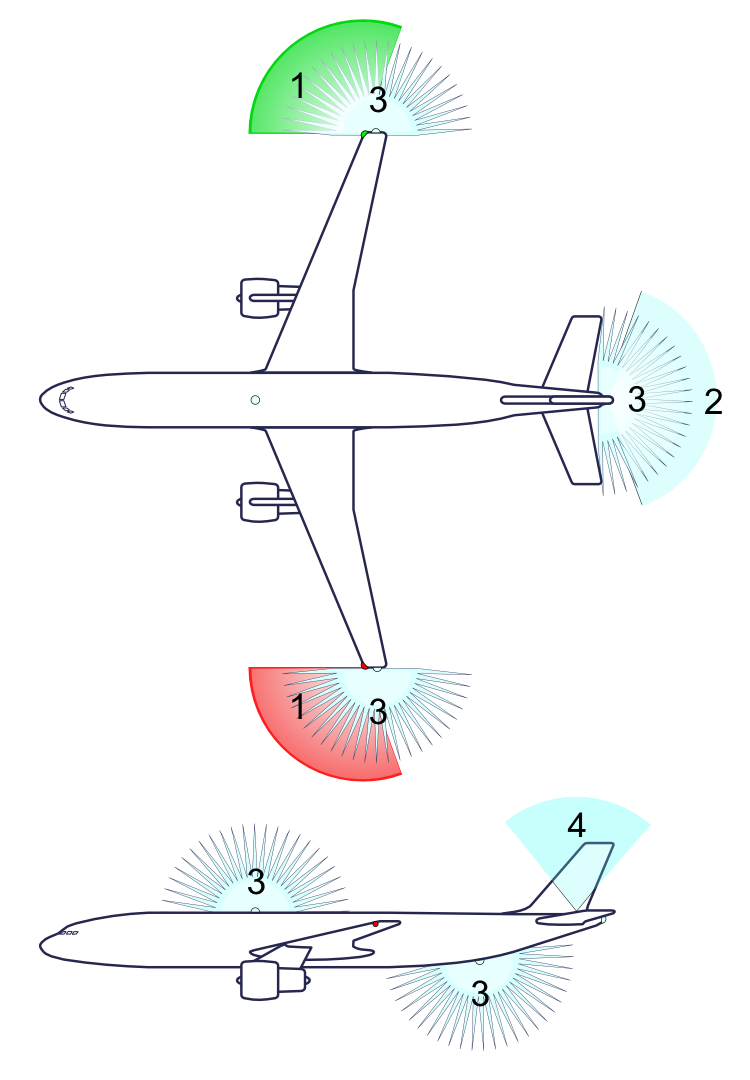
Rozmístění polohových a protisrážkových světlometů

Rozmístění polohových světel bylo převzato od námořních plavidel, kde se začalo používat o půl století dříve. Skládá se ze tří samostatných světel: zeleného (na pravém konci křídla), červeného (na levém konci křídla) a bílého (co nejdále na ocasu, nebo na obou koncích křídel). U polohových světlometů je daný úhel kam mají svítit: červená svítí od osy letounu 110° doprava, zelená 110° doleva a zbylých 140° dozadu pokrývá světlo bílé.

### Antikolizní světlomety
Anti-kolizní soustava světel sestává z několika majáků, které musí být viditelné z kteréhokoli úhlu kolem letadla.
Majáky mohou být rotační (kolem žárovky se pohybuje zrcadlo) nebo zábleskové (složeny z několika diod či sodíkové výbojky).
Počet záblesků je dán. Pokud jde vidět několik majáků současně, frekvence blikání nesmí přesáhnout 180 záblesků/min. Samostatný maják může blikat od 40 do 100 záblesků za minutu. Dnes bývají majáky synchronizované, tzv. blikají všechny současně.
Barva bývá nejčastěji bílá nebo červená, vzácně se můžeme setkat s kombinací obou barev současně.

### Osvětlení náběžné hrany křídla
Pokud je letoun certifikován pro noční provoz v podmínkách tvorby námrazy, musí mít osvětlení kritických míst jako jsou náběžné hrany, vstupy do motorů, indikátory námrazy a vrtule. Umisťují se na boční část trupu.

### Osvětlení loga
Toto osvětlení není povinné, pomáhá však řídícím na věží v identifikaci letadla na ploše. Světlo osvětluje logo provozovatele na SOP (svislá ocasní plocha).

## Vnitřní osvětlení
Vnitřní osvětlení není regulováno předpisem, záleží na určení letounu a požadavku zákazníka.

### Osvětlení kokpitu a kabiny cestujících
Osvětlení kokpitu a kabiny cestujících se většinou nachází na stropě, modernější letouny disponují čtecími lampičkami pro každého z cestujících. Osvětlení zahrnuje i informační světla o povinnosti zapnout si pásy, nebo přivolání obsluhy.

### Osvětlení nákladových a technických prostorů
Osvětlení nákladových a technických prostorů osvětluje nákladový/zavazadlový prostor letounu a technologické úseky jako mohou být oblasti podvozků, a jiných kontrolních vstupů.
Zhasnutí světel je automatické – po uzavření daného prostoru se vypnou.

### Osvětlení palubní desky
Osvětluje palubní desku a panely přístrojů, nesmí tvořit odlesky. Musí být možná regulace světla.

### Nouzové osvětlení
Nouzové osvětlení zahrnuje osvětlení nouzových východů nápisem „EXIT“, osvětlení kabiny pilotů a cestujících, označení únikové trasy listy na podlaze a vnější osvětlení únikových cest.
Napájení bývá zajištěno suchými články, nebo akumulátory dobíjenými z el. sítě letadla (často se používají stříbro-zinkové akumulátory díky jejich vlastnosti, kdy se při vybíjení zároveň snižuje jejich vnitřní odpor). Musí být nezávisle napájeno. akumulátory musí poskytovat dostatek energie na 10 minut svícení nouzového osvětlení.
Při rozlomení trupu v jakémkoli místě musí stále svítit minimálně 75 % z nouzového osvětlení.
Vypínač nouzového osvětlení má 3 polohy: OFF – vypnuto, ARMED – pohotovost a ON – zapnuto.